# For Keeps?
For Keeps? is een film uit 1988 onder regie van John G. Avildsen.

## Verhaal
Darcy en Stan lijken het perfecte koppel. Schijn bedriegt wanneer blijkt dat Darcy zwanger van Stan is. En dat net wanneer ze elkaar 4 jaar niet zullen zien om te studeren...

## Rolverdeling
| Acteur            | Personage            |
| ----------------- | -------------------- |
| Molly Ringwald    | Darcy Elliot Bobrucz |
| Randall Batinkoff | Stan Bobrucz         |
| Kenneth Mars      | Meneer Bobrucz       |
| Miriam Flynn      | Donna Elliot         |
| Pauly Shore       | Retro                |
| Conchata Ferrell  | Mevrouw Bobrucz      |
| Sharon Brown      | Lila                 |
| John Zarchen      | Chris                |